# Маррі Голберг
Маррі Голберг[джерело?] (Мюррей Халберг, англ. Murray Halberg, (7 липня 1933 — 30 листопада 2022) — новозеландський легкоатлет, олімпійський чемпіон.
Пішов з життя, маючи 89 років.

## Досягнення

### Олімпійські ігри
| Олімпіада     | Дисципліна           | Місце     |
| ------------- | -------------------- | --------- |
| Мельбурн 1956 | біг на 1500 метрів   | 11        |
| Рим 1960      | біг на 5 000 метрів  | 1         |
| Рим 1960      | біг на 10 000 метрів | 5         |
| Токіо 1964    | біг на 5 000 метрів  | 4 h3 r1/2 |
| Токіо 1964    | біг на 10 000 метрів | 7         |

### Світові рекорди
| Дистанція | Результат | Місце               | Дата       |
| --------- | --------- | ------------------- | ---------- |
| 2 милі    | 8.30,0    | Ювяскюля, Фінляндія | 07.06.1961 |
| 3 милі    | 13.10,0   | Дублін, Ірландія    | 25.07.1961 |
| 4x1 милі  | 16.23,8   | Стокгольм, Швеція   | 20.07.1961 |

## Цікаві факти
Батько Мюррея Халберга, Джок Халберг:
1. в 56 років почав займатися спортом
2. в 58 років пробіг свій перший марафон швидше 2:40, випередивши при цьому Пітера Снелла
3. в 60 років пробіг 50 миль (близько 81 км) за 12 годин[9]